# Oksyton
Oksyton, oksytonon (gr. oksýtonos – dosł. ’przenikliwy, wysoki dźwięk’) – wyraz lub zestrój akcentowy akcentowany na ostatniej sylabie (oksytonicznie). W polszczyźnie oksytonami są wyrazy jednosylabowe (np. dom) oraz wielosylabowe zestroje akcentowe złożone z oksytonów.